# Cumbernauld House
Cumbernauld House est une maison de campagne écossaise du XVIIIe siècle située à Cumbernauld, en Écosse. La maison est située sur le site de (l'ancien) château de Cumbernauld, assiégé par le général Monck en 1651. Elle est construite en 1731 selon les plans de William Adam (1689–1748), pour John Fleming, 6e comte de Wigtown. À la fin du XXe siècle, la maison est utilisée comme bureaux, d'abord par la Cumbernauld Development Corporation, puis le North Lanarkshire Council, et enfin par DH Morris, qui est mis en liquidation en mars 2007. Le bâtiment reste vide pendant une décennie jusqu'à ce qu'il soit transformé en appartements de luxe. Cumbernauld House est un bâtiment classé de catégorie A.

## Histoire
Le château de Cumbernauld est construit par la famille Fleming, sur le site où se trouve maintenant la maison. Le château accueille des personnalités d'Écosse, notamment Marie Stuart, qui visite le château et plante un if au château de Castlecary (en), à seulement un mile ou deux de là, qui y pousse toujours. Toute la grande salle s'effondre alors que la reine y séjourne le 26 janvier 1562, et 7 ou 8 hommes sont tués. La majeure partie du groupe de la reine était à la chasse. Après la construction de la nouvelle maison, le château est converti en écuries et est incendié par des dragons postés là en 1746. Un mur d'origine est encore visible dans le parc.

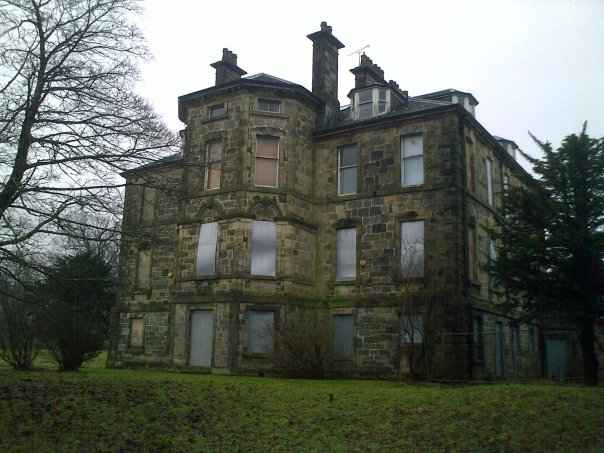
Cumbernauld house, façade sur le jardin

William Adam est le plus grand architecte d'Écosse au cours de la première moitié du XVIIIe siècle, et Cumbernauld House est un exemple réussi de son travail.
Le dernier Lord Fleming, Charles, 7e comte de Wigtown, meurt sans enfant en 1747, et les domaines passent à la famille Elphinstone. L'officier de marine et homme politique Charles Elphinstone Fleeming (en) est laird de 1799 à 1840. Il y a un rapport d'une foule de 5000 personnes marchant sur la maison en 1797 pour s'opposer à la loi sur la milice. Elphinstone-Fleeming prend sa retraite en tant qu'amiral et est député de Stirlingshire. Son fils, le lieutenant-colonel John Elphinstone-Fleming, devient Lord Elphinstone en 1860, mais meurt célibataire en 1861. La propriété Cumbernauld passe alors à son neveu de Cantorbéry, Cornwallis Maude-Fleming, fils de Lord Hawarden. Cornwallis est tué au combat contre les Boers en tant que capitaine des Grenadier Guards à Majuba Hill, Transvaal, en 1881. Avant cela, vers 1870, la maison est vidée et reconstruite à l'intérieur. En 1875, Maude-Fleming vend le «domaine historique intéressant» de Cumbernauld à John William Burns, fils de James Burns de Bloomfield, pour 160 000 £. La maison est ravagée par un incendie le soir du 16 mars 1877. La famille Burns vend le domaine au gouvernement pour le développement de la Ville nouvelle de Cumbernauld en 1955.
Le terrain de la maison comprend une maison de garde-chasse avec une maison d'été, un pigeonnier et des chenils encore indiqués sur la carte de 1864. Tout sauf le pigeonnier est démoli. C'est aujourd'hui un bâtiment classé de catégorie B. Une photo couleur du chalet survit.
En janvier 2009, le Cumbernauld News rapporte que les Amis de Cumbernauld House ont présenté un dossier au gouvernement écossais pour que la maison devienne un musée national de la photographie. L'une des anciennes résidentes de Cumbernauld House aurait été Lady Clementina Elphinstone-Fleming, une pionnière de la photographie victorienne. Malgré quelques oppositions locales, la maison est ensuite transformée en appartements de luxe.